# Upeneus australiae
Upeneus australiae Kim & Nakaya, 2002 è un pesce perciforme appartenente alla famiglia Mullidae proveniente dal nord dell'Australia.

## Alimentazione
È carnivoro, e la sua dieta è in gran parte composta da gamberi.